# Kinezi u Mađarskoj
Kinezi su jedna od nacionalnih manjina u Mađarskoj.
Prema mađarskim službenim statistikama, u Mađarskoj je 2001. živjelo 2.915 Kineza.
2.547 stanovnika Mađarske govori kineski s članovima obitelji ili prijateljima, a 1.739 ima afinitet s kulturnim vrijednostima i tradicijama kineskog naroda.